# San Diego Open 1971
Il San Diego Open 1971, nome ufficiale Virginia Slims of San Diego per ragioni di sponsorizzazione, è stato un torneo di tennis professionistico femminile. È stata la 1ª edizione del torneo di San Diego, facente parte del Virginia Slims Circuit 1971. Si è giocato sui campi in cemento del Morley Field Sports Complex a San Diego negli USA dal 22 al 25 aprile 1971.

## Campionesse

### Singolare
Billie Jean King ha battuto in finale  Rosemary Casals con il punteggio di 3–6, 7–5, 6–1

### Doppio
Rosemary Casals /  Billie Jean King hanno battuto in finale   Françoise Dürr /  Judy Tegart Dalton con il punteggio di 6–7, 6–2, 6–3